# Peggle 2
Peggle 2 — відеогра головоломка, видана Electronic Arts у 2013 році. Peggle 2 була випущена в грудні 2013 року ексклюзивно для платформи Xbox One. Версія гри для консолі Xbox 360 була випущена 7 травня 2014 року, а версія для PlayStation 4 — 14 жовтня 2014 року.